# Haven van Wexford

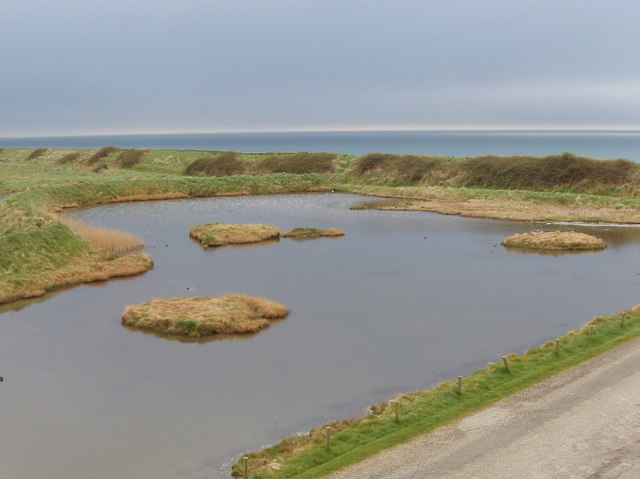
Wexford Harbour Natuurgebied

De haven van Wexford (Engels: Wexford Harbour; Iers: Loch Garman) is de natuurlijke haven bij de stad Wexford, gevormd door het estuarium van de Slaney.
Vanaf de 17e eeuw was dit een belangrijke handels- en vissershaven.
In de 19e eeuw werden vanaf beide oevers dijken aangelegd en aan inpoldering gedaan. Dit verkleinde de haven maar gaf ook aanleiding tot verzanding van de havengeul.
Daardoor is de haven enkel nog geschikt voor plezierjachten en kleine vissersboten.